# Марія Казимира
Марія Казимира Луїза де Лагранж д'Аркен (фр. Marie Casimire Louise de La Grange d'Arquien, пол. Maria Kazimiera d'Arquien; 28 червня 1641, Невер — 30 січня, 1716, Блуа) — дружина короля Польщі, великого князя Литовського і Руського Яна III Собеського. Відома в історії Польщі під ім'ям Марисенька.

## Життєпис

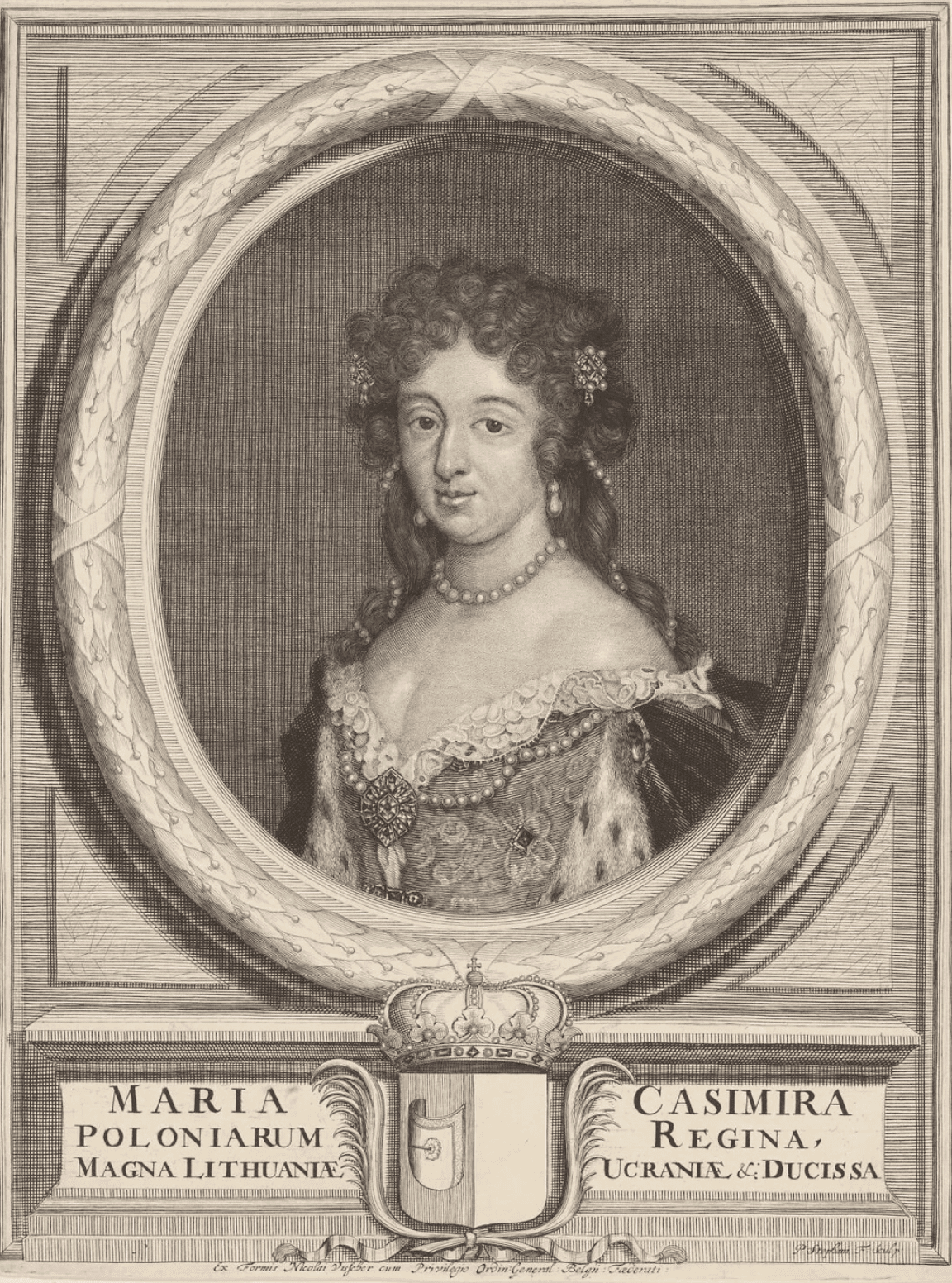
Марія Казимира, королева Польщі, великої Литви та України (1674)

Походить із французької дворянської родини (нині департамент Ньєвр (Невер). З п'ятирічного віку — у свиті королеви Марії Луїзи Неверської (королева Польщі, дружина короля Яна II Казимира).
У віці 17 років шлюб із нею узяв Ян Собіпан Замойський (1627—1665), воєвода сандомирський, київський. Після смерті чоловіка його маєтності успадкував небіж — Михайло I Корибут Вишневецький (1640—1673).
До Марії Казимири залицявся Ян Собеський, який узяв із нею шлюб через шість років після смерті першого чоловіка.
Знайомства, давні зв'язки Марії Казимири при польському королівському дворі сприяли обранню Яна Собеського королем. Від шлюбу з ним мала 14 дітей. Одна з дочок Собеських (Тереса Кунегунда) пізніше стане матір'ю Карла VII, короля Чехії, недовгого імператора Священної Римської імперії у 1742–1745 рр.

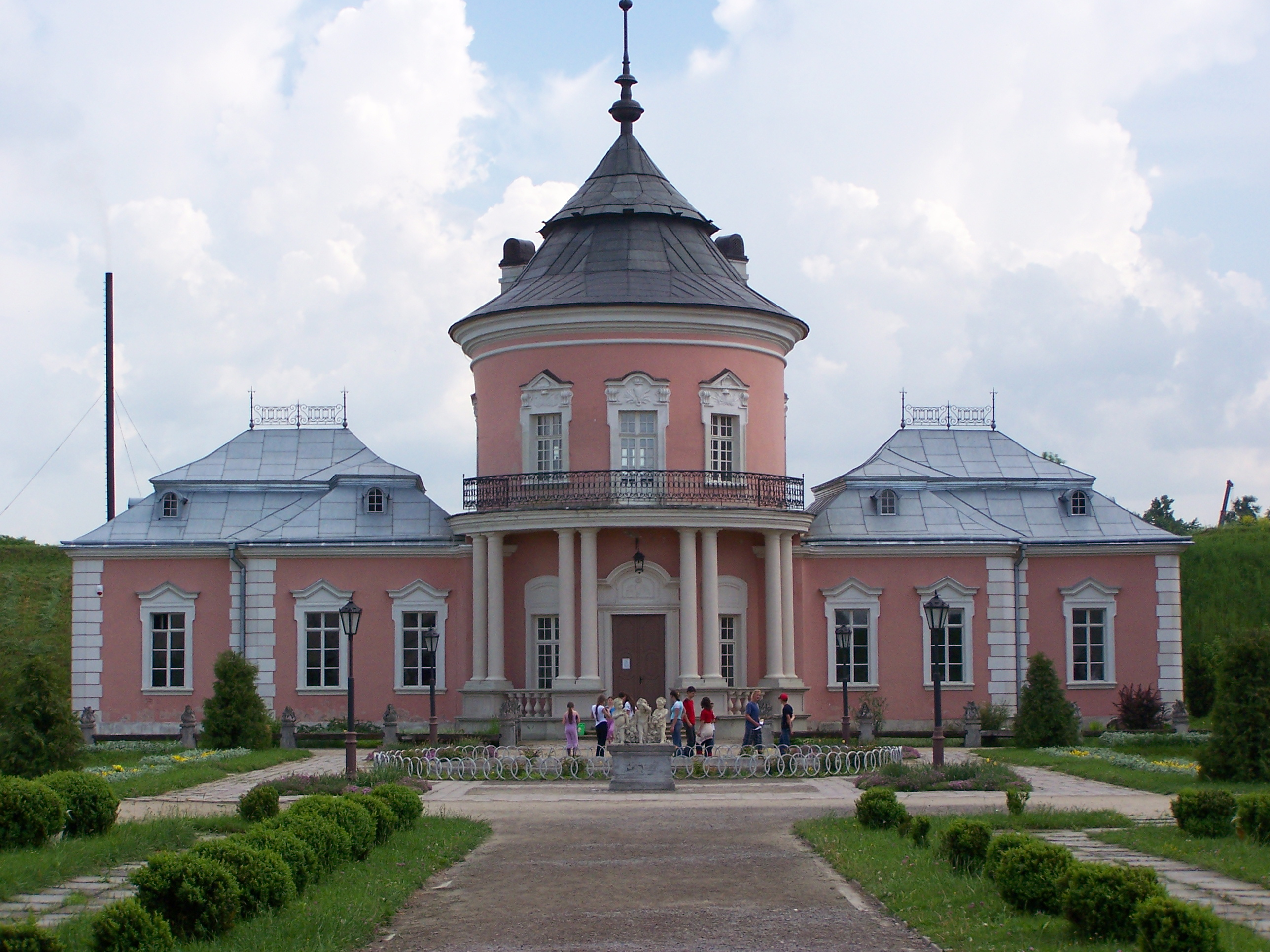
Китайський палац Золочівського замку

З листопада 1690 року була власницею Тернополя за рішенням Коронного трибуналу в Любліні (за іншими даним 1694 року).
Після смерті чоловіка перебралася до Риму, мешкала в палаці Цукаррі. Була доброю знайомою папи римського Інокентія XII (колись нунція в Польщі). Після смерті папи римського доживала віку у Франції; померла в січні 1716 р. в замку Блуа. Прах перепоховано у крипті святого Леонарда Вавельського замку у Кракові, біля чоловіка — Яна III Собеського.

## Цікаві факти

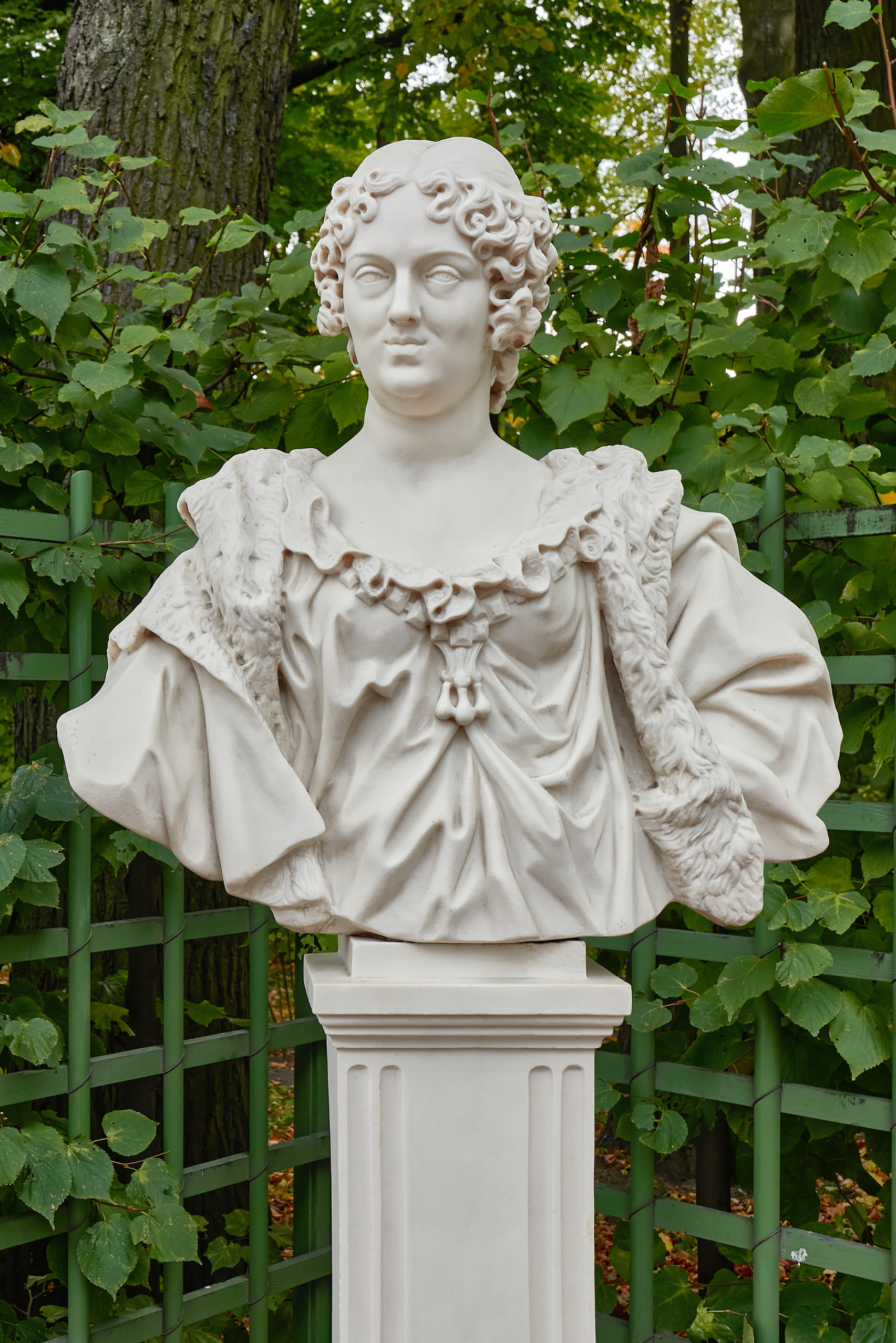
Санкт-Петербург, Літній сад. Погруддя «Марія-Казимира»

- Для неї був створений бароковий замковий сад на терасах у Жовкві
- Господарювала в невеличкому і унікальному за формою Китайському палаці Золочівського замку
- Її мармурове погруддя з Жовкви вивіз у Санкт-Петербург цар Петро І, де прикрасив ним свій Літній сад

- В Римі екс-королева стала меценатом для композитора Доменіко Скарлатті та архітектора Філіппо Ювара
- Серед портретистів Марії Казимири — Шимонович-Семигиновський Юрій Елевтерій, уродженець Львова.

## Родина

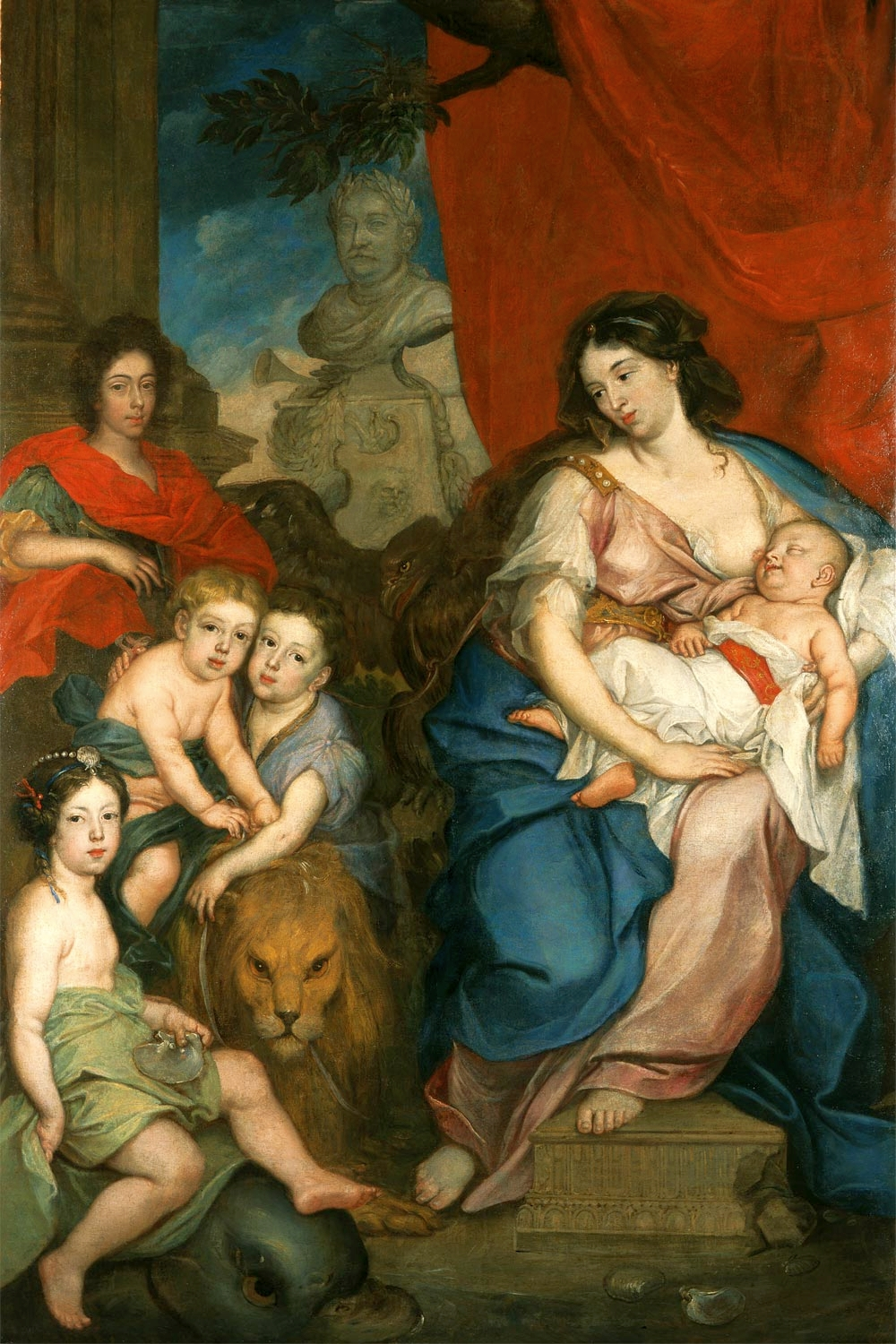
Художник Шимонович-Семигиновський Юрій Елевтерій Королева Марія Казимира з дітьми

Чоловік — Ян III Собеський, правитель Речі Посполитої, король Польщі, великий князь Литовський, Руський
Діти:
- Якуб Людвік (1667—1737) — дідич Зборова, Золочева (фундатор в останньому колегії, монастиря і костелу отців Піярів[4])
- Марія Тереза Собеська
- Тереза Кунігунда (1676—1730) — дружина курфюрста Баварії Максиміліана II. Регентка Баварії у 1704—1705 роках під час перебування баварського двору в Іспанських Нідерландах.
- Александер Бенедикт (1677—1714)
- Константій Владислав (1680—1726)
- Тереза Теофіла
- Аделаїда Людвіка
- Тереза Кунегунда Регіна[5].